# Euroliga 2014-2015 Playoffs
Os Playoffs da Euroliga, é a fase de quartas de final da Euroliga que a partir da temporada 2008–09 passou a ser disputado em melhor de cinco jogos em detrimento do modelo antigo jogado em melhor de três jogos.

## Jogo 1
| 14 de abril de 2015 19:00 | relatório | CSKA Moscou                                     | 93–66 | Panathinaikos Atenas                                               |  | CSKA USH, Moscou Público: 4 399 Árbitros: Luigi Lamonica (ITA), Vicente Bulto (SPA) e Carlos Peruga (SPA) | euroleague.tv |
| 14 de abril de 2015 19:00 | relatório | Placar por quarto: 29-21, 27-6, 21-15, 16-24    |       |                                                                    |  | CSKA USH, Moscou Público: 4 399 Árbitros: Luigi Lamonica (ITA), Vicente Bulto (SPA) e Carlos Peruga (SPA) | euroleague.tv |
| 14 de abril de 2015 19:00 | relatório | Pts: Teodosic 18 Rbts: Weems 5 Asts: Teodosic 8 |       | Pts: Pappas 16 Rbts: Pappas 4 Asts: 3 jogadores com 3 assistências |  | CSKA USH, Moscou Público: 4 399 Árbitros: Luigi Lamonica (ITA), Vicente Bulto (SPA) e Carlos Peruga (SPA) | euroleague.tv |

| 14 de abril de 2015 20:00 | relatório | Fenerbahçe Ülker                                 | 80–72 | Maccabi Tel Aviv                          |  | Ülker Sports Arena, Istambul Público: 13 013 Árbitros: Christos Christodoulou (GRE), Antonio Conde (SPA) e Joseph Bisseng (FRA) | euroleague.tv |
| 14 de abril de 2015 20:00 | relatório | Placar por quarto: 16-22, 22-20, 21-16, 21-14    |       |                                           |  | Ülker Sports Arena, Istambul Público: 13 013 Árbitros: Christos Christodoulou (GRE), Antonio Conde (SPA) e Joseph Bisseng (FRA) | euroleague.tv |
| 14 de abril de 2015 20:00 | relatório | Pts: Vesely 23 Rbts: Bjelica 12 Asts: Preldzic 5 |       | Pts: Pargo 25 Rbts: Tyus 11 Asts: Pargo 8 |  | Ülker Sports Arena, Istambul Público: 13 013 Árbitros: Christos Christodoulou (GRE), Antonio Conde (SPA) e Joseph Bisseng (FRA) | euroleague.tv |

| 15 de abril de 2015 19:00 | relatório | FC Barcelona                                            | 73–57 | Olympiacos Pireu                                 |  | Palau Blaugrana, Barcelona Público: 6 289 Árbitros: Borys Ryzhyk (UKR), Recep Ankarali (TUR) e Olegs Latisevs (LAT) | euroleague.tv |
| 15 de abril de 2015 19:00 | relatório | Placar por quarto: 20-8, 15-18, 15-12, 23-19            |       |                                                  |  | Palau Blaugrana, Barcelona Público: 6 289 Árbitros: Borys Ryzhyk (UKR), Recep Ankarali (TUR) e Olegs Latisevs (LAT) | euroleague.tv |
| 15 de abril de 2015 19:00 | relatório | Pts: Navarro e Nachbar 10 Rbts: Lampe 9 Asts: Huertas 4 |       | Pts: Agravanis 9 Rbts: Dunston 4 Asts: Sloukas 4 |  | Palau Blaugrana, Barcelona Público: 6 289 Árbitros: Borys Ryzhyk (UKR), Recep Ankarali (TUR) e Olegs Latisevs (LAT) | euroleague.tv |

| 15 de abril de 2015 21:00 | relatório | Real Madrid                                   | 80–71 | Anadolu Efes                                  |  | Barclaycard Center, Madrid Público: 10 717 Árbitros: Sasa Pukl (SLO), Spiros Gkontas (GRE) e Carmelo Paternico (ITA) | euroleague.tv |
| 15 de abril de 2015 21:00 | relatório | Placar por quarto: 22-20, 13-23, 26-10, 19-18 |       |                                               |  | Barclaycard Center, Madrid Público: 10 717 Árbitros: Sasa Pukl (SLO), Spiros Gkontas (GRE) e Carmelo Paternico (ITA) | euroleague.tv |
| 15 de abril de 2015 21:00 | relatório | Pts: Rivers 21 Rbts: Ayón 10 Asts: Llull 7    |       | Pts: Saric 13 Rbts: Krstic 6 Asts: Heurtel 11 |  | Barclaycard Center, Madrid Público: 10 717 Árbitros: Sasa Pukl (SLO), Spiros Gkontas (GRE) e Carmelo Paternico (ITA) | euroleague.tv |

## Jogo 2
| 16 de abril de 2015 19:00 | relatório | CSKA Moscou                                         | 100–80 | Panathinaikos Atenas                                        |  | CSKA USH, Moscou Público: 4 613 Árbitros: Ilija Belosevic (SRB), Dani Hierrezuelo (SPA) e Piotr Pastusiak (POL) | euroleague.tv |
| 16 de abril de 2015 19:00 | relatório | Placar por quarto: 21-14, 26-21, 25-19, 28-26       |        |                                                             |  | CSKA USH, Moscou Público: 4 613 Árbitros: Ilija Belosevic (SRB), Dani Hierrezuelo (SPA) e Piotr Pastusiak (POL) | euroleague.tv |
| 16 de abril de 2015 19:00 | relatório | Pts: Weems 20 Rbts: Vorontsevich 4 Asts: Teodosic 8 |        | Pts: Charalampopoulos 14 Rbts: Fotsis 5 Asts: Diamantidis 6 |  | CSKA USH, Moscou Público: 4 613 Árbitros: Ilija Belosevic (SRB), Dani Hierrezuelo (SPA) e Piotr Pastusiak (POL) | euroleague.tv |

| 16 de abril de 2015 20:00 | relatório | Fenerbahçe Ülker                                            | 82–67 | Maccabi Tel Aviv                                                     |  | Ülker Sports Arena, Istambul Público: 13 013 Árbitros: Sreten Radovic (CRO), Panagiotis Anastopoulos (GRE) e Benjamin Jimenez (SPA) | euroleague.tv |
| 16 de abril de 2015 20:00 | relatório | Placar por quarto: 30-14, 20-20, 18-19, 14-14               |       |                                                                      |  | Ülker Sports Arena, Istambul Público: 13 013 Árbitros: Sreten Radovic (CRO), Panagiotis Anastopoulos (GRE) e Benjamin Jimenez (SPA) | euroleague.tv |
| 16 de abril de 2015 20:00 | relatório | Pts: Goudelock 19 Rbts: Bjelica 15 Asts: Preldzic e Zisis 4 |       | Pts: Pargo 16 Rbts: 3 jogadores com 3 rebotes Asts: Pargo e Randle 4 |  | Ülker Sports Arena, Istambul Público: 13 013 Árbitros: Sreten Radovic (CRO), Panagiotis Anastopoulos (GRE) e Benjamin Jimenez (SPA) | euroleague.tv |

| 17 de abril de 2015 21:00 | relatório | FC Barcelona                                      | 63–76 | Olympiacos Pireu                                      |  | Palau Blaugrana, Barcelona Público: 7 315 Árbitros: Roberto Lottermoser (GER), Tolga Sahin (ITA) e Rustu Nuran (TUR) | euroleague.tv |
| 17 de abril de 2015 21:00 | relatório | Placar por quarto: 10-15, 15-20, 20-21, 18-20     |       |                                                       |  | Palau Blaugrana, Barcelona Público: 7 315 Árbitros: Roberto Lottermoser (GER), Tolga Sahin (ITA) e Rustu Nuran (TUR) | euroleague.tv |
| 17 de abril de 2015 21:00 | relatório | Pts: Navarro 16 Rbts: Tomic 14 Asts: Satoransky 4 |       | Pts: Printezis 22 Rbts: Printezis 9 Asts: Spanoulis 5 |  | Palau Blaugrana, Barcelona Público: 7 315 Árbitros: Roberto Lottermoser (GER), Tolga Sahin (ITA) e Rustu Nuran (TUR) | euroleague.tv |

| 17 de abril de 2015 19:00 | relatório | Real Madrid                                   | 90–95 | Anadolu Efes                                  |  | Barclaycard Center, Madrid Público: 11 689 Árbitros: Fernando Rocha (POR), Jakub Zamojski (POL) e Matej Boltauzer (SLO) | euroleague.tv |
| 17 de abril de 2015 19:00 | relatório | Placar por quarto: 22-16, 15-29, 26-21, 27-19 |       |                                               |  | Barclaycard Center, Madrid Público: 11 689 Árbitros: Fernando Rocha (POR), Jakub Zamojski (POL) e Matej Boltauzer (SLO) | euroleague.tv |
| 17 de abril de 2015 19:00 | relatório | Pts: Llull 18 Rbts: Ayón 4 Asts: Llull 12     |       | Pts: Krstic 23 Rbts: Saric 9 Asts: Heurtel 15 |  | Barclaycard Center, Madrid Público: 11 689 Árbitros: Fernando Rocha (POR), Jakub Zamojski (POL) e Matej Boltauzer (SLO) | euroleague.tv |

## Jogo 3
| 20 de abril de 2015 20:05 | relatório | Maccabi Tel Aviv                                        | 74–75 | Fenerbahçe Ülker                           | OT | Menora Mivtachim, Tel Aviv Público: 11 060 Árbitros: Borys Ryzhyk (UKR), Juan Carlos Garcia Gonzalez (SPA) e Elias Koromilas (GRE) | euroleague.tv |
| 20 de abril de 2015 20:05 | relatório | Placar por quarto: 20-13, 11-24, 14-13, 20-15, OT: 9-10 |       |                                            | OT | Menora Mivtachim, Tel Aviv Público: 11 060 Árbitros: Borys Ryzhyk (UKR), Juan Carlos Garcia Gonzalez (SPA) e Elias Koromilas (GRE) | euroleague.tv |
| 20 de abril de 2015 20:05 | relatório | Pts: Pargo 21 Rbts: Randle 10 Asts: Pargo e Smith 3     |       | Pts: Zisis 19 Rbts: Veselý 8 Asts: Zisis 5 | OT | Menora Mivtachim, Tel Aviv Público: 11 060 Árbitros: Borys Ryzhyk (UKR), Juan Carlos Garcia Gonzalez (SPA) e Elias Koromilas (GRE) | euroleague.tv |

(*) Com este resultado o Fenerbahçe Ülker classificou-se para o Final Four 2015 da Euroliga em Madrid com placar agregado de 3-0.
| 20 de abril de 2015 19:00 | relatório | Panathinaikos Atenas                            | 86–85 | CSKA Moscou                                      |  | OAKA, Atenas Público: 9 515 Árbitros: Sreten Radovic (CRO), Recep Ankarali (TUR) e Damir Javor (SLO) | euroleague.tv |
| 20 de abril de 2015 19:00 | relatório | Placar por quarto: 14-20, 20-14, 22-19, 30-32   |       |                                                  |  | OAKA, Atenas Público: 9 515 Árbitros: Sreten Radovic (CRO), Recep Ankarali (TUR) e Damir Javor (SLO) | euroleague.tv |
| 20 de abril de 2015 19:00 | relatório | Pts: Pappas 25 Rbts: Gist 5 Asts: Diamantidis 7 |       | Pts: Weems 24 Rbts: Kirilenko 7 Asts: Teodosic 9 |  | OAKA, Atenas Público: 9 515 Árbitros: Sreten Radovic (CRO), Recep Ankarali (TUR) e Damir Javor (SLO) | euroleague.tv |

| 21 de abril de 2015 21:00 | relatório | Olympiacos Pireu                                   | 73–71 | FC Barcelona                                                               |  | Paz e Amizade, Pireu Público: 11 624 Árbitros: Ilija Belosevic (SRB), Fernando Rocha (POR) e Milija Vojinovic (SRB) | euroleague.tv |
| 21 de abril de 2015 21:00 | relatório | Placar por quarto: 26-23, 18-13, 15-24, 14-11      |       |                                                                            |  | Paz e Amizade, Pireu Público: 11 624 Árbitros: Ilija Belosevic (SRB), Fernando Rocha (POR) e Milija Vojinovic (SRB) | euroleague.tv |
| 21 de abril de 2015 21:00 | relatório | Pts: Printezis 19 Rbts: Hunter 7 Asts: Spanoulis 8 |       | Pts: Navarro 14 Rbts: Lampe e Tomic 5 Asts: Navarro e Marcelinho Huertas 6 |  | Paz e Amizade, Pireu Público: 11 624 Árbitros: Ilija Belosevic (SRB), Fernando Rocha (POR) e Milija Vojinovic (SRB) | euroleague.tv |

| 21 de abril de 2015 20:55 | relatório | Anadolu Efes                                    | 75–72 | Real Madrid                                              |  | Abdi İpekçi Arena, Istambul Público: 9 124 Árbitros: Luigi Lamonica (ITA), Olegs Latisevs (LAT) e Milos Koljensic (MNE) | euroleague.tv |
| 21 de abril de 2015 20:55 | relatório | Placar por quarto: 15-20, 17-10, 24-16, 19-26   |       |                                                          |  | Abdi İpekçi Arena, Istambul Público: 9 124 Árbitros: Luigi Lamonica (ITA), Olegs Latisevs (LAT) e Milos Koljensic (MNE) | euroleague.tv |
| 21 de abril de 2015 20:55 | relatório | Pts: Jannings 21 Rbts: Saric 15 Asts: Heurtel 5 |       | Pts: Rodriguez 17 Rbts: Ayon e Rodriguez 4 Asts: Llull 5 |  | Abdi İpekçi Arena, Istambul Público: 9 124 Árbitros: Luigi Lamonica (ITA), Olegs Latisevs (LAT) e Milos Koljensic (MNE) | euroleague.tv |

## Jogo 4
| 22 de abril de 2015 19:00 | relatório | Panathinaikos Atenas                                  | 55–74 | CSKA Moscou                                      |  | OAKA, Atenas Público: 11 645 Árbitros: Sasa Pukl (SLO), Tolga Sahin (ITA) e Emilio Perez Pizarro (SPA) | euroleague.tv |
| 22 de abril de 2015 19:00 | relatório | Placar por quarto: 11-21, 21-16, 12-23, 11-14         |       |                                                  |  | OAKA, Atenas Público: 11 645 Árbitros: Sasa Pukl (SLO), Tolga Sahin (ITA) e Emilio Perez Pizarro (SPA) | euroleague.tv |
| 22 de abril de 2015 19:00 | relatório | Pts: Pappas 11 Rbts: Giankovits 7 Asts: Diamantidis 5 |       | Pts: de Colo 18 Rbts: Kirilenko 10 Asts: Weems 4 |  | OAKA, Atenas Público: 11 645 Árbitros: Sasa Pukl (SLO), Tolga Sahin (ITA) e Emilio Perez Pizarro (SPA) | euroleague.tv |

(*) Com este resultado o CSKA Moscou classificou para o Final Four 2015 da Euroliga em Madrid com placar agregado de 3-1.
| 23 de abril de 2015 19:00 | relatório | Anadolu Efes                                  | 63–76 | Real Madrid                                   |  | Abdi İpekçi Arena, Istambul Público: 11 115 Árbitros: Christos Christodoulou (GRE), Robert Lottermoser (GER) e Paolo Taurino (ITA) | euroleague.tv |
| 23 de abril de 2015 19:00 | relatório | Placar por quarto: 21-18, 18-15, 10-18, 14-25 |       |                                               |  | Abdi İpekçi Arena, Istambul Público: 11 115 Árbitros: Christos Christodoulou (GRE), Robert Lottermoser (GER) e Paolo Taurino (ITA) | euroleague.tv |
| 23 de abril de 2015 19:00 | relatório | Pts: Krstic 16 Rbts: Saric 12 Asts: Saric 5   |       | Pts: Fernández 17 Rbts: Reyes 7 Asts: Llull 5 |  | Abdi İpekçi Arena, Istambul Público: 11 115 Árbitros: Christos Christodoulou (GRE), Robert Lottermoser (GER) e Paolo Taurino (ITA) | euroleague.tv |

(*) Com este resultado o Real Madrid classificou-se para o Final Four 2015 da Euroliga em Madrid com placar agregado de 3-1.
| 23 de abril de 2015 21:00 | relatório | Olympiacos Pireu                                   | 71–68 | FC Barcelona                                                                       |  | Paz e Amizade, Pireu Público: 11 645 Árbitros: Milijove Jovcic (SRB), Eddie Viator (FRA) e Jakub Zamojski (POL) | euroleague.tv |
| 23 de abril de 2015 21:00 | relatório | Placar por quarto: 16-17, 13-20, 21-13, 21-18      |       |                                                                                    |  | Paz e Amizade, Pireu Público: 11 645 Árbitros: Milijove Jovcic (SRB), Eddie Viator (FRA) e Jakub Zamojski (POL) | euroleague.tv |
| 23 de abril de 2015 21:00 | relatório | Pts: Spanoulis 17 Rbts: Hunter 8 Asts: Spanoulis 5 |       | Pts: Tomic 13 Rbts: 3 jogadores com 3 rebotes Asts: 3 jogadores com 3 assistências |  | Paz e Amizade, Pireu Público: 11 645 Árbitros: Milijove Jovcic (SRB), Eddie Viator (FRA) e Jakub Zamojski (POL) | euroleague.tv |

(*) Com este resultado o Olympiacos Pireu classificou-se para o Final Four 2015 da Euroliga em Madrid com placar agregado de 3-1